# جيم داونينج
جيم داونينج (بالإنجليزية: Jim Downing)‏ هو سائق سباق أمريكي، ولد في 4 يناير 1942 في أتلانتا في الولايات المتحدة.

## وصلات خارجية
- جيم داونينج على موقع DriverDB.com (الإنجليزية)